# Nurul Izzah Izzati Mohd Asri
Nurul Izzah Izzati Mohd Asri, née le 11 septembre 2003 à Sungai Petani, est une coureuse cycliste malaisienne, spécialiste des disciplines de sprint sur piste.

## Biographie
En 2022, Nurul Izzah Izzati Mohd Asri devient à 19 ans championne d'Asie du 500 mètres et remporte l'argent sur le keirin. L'année suivante, elle termine deuxième du 500 mètres aux championnats d'Asie et troisième de la vitesse par équipes aux Jeux asiatiques avec Nurul Aliana Syafika Azizan et Anis Amira Rosidi. Elle décroche quatre nouvelles médailles aux championnats d'Asie, dont l'or sur le 500 mètres et le keirin.
Lors de la manche de Coupe des nations de cyclisme sur piste 2024 à Milton au Canada, elle se classe huitième du keirin et atteint le deuxième tour du tournoi de vitesse. Cela lui permet de se qualifier pour les Jeux olympiques de Paris. Les journalistes locaux lui ont alors donné le surnom de « Pocket Rocketwoman » en référence à son compatriote Azizulhasni Awang. Elle est ainsi la deuxième femme malaisienne à concourir en cyclisme sur piste aux Jeux olympiques, après Fatehah Mustapa, qui a participé aux Jeux olympiques de 2012 et 2016. Selon son entraîneur John Beasley Jr, aucune médaille n'est attendue d’elle à Paris, l’objectif étant les Jeux olympiques de Los Angeles en 2028.

## Palmarès

### Championnats d'Asie
- New Delhi 2022
  -  Championne d'Asie du 500 mètres
  -  Médaillée de bronze du keirin
- Nilai 2023
  -  Médaillée d'argent du 500 mètres
- New Delhi 2024
  -  Championne d'Asie du 500 mètres
  -  Championne d'Asie du keirin
  -  Médaillée d'argent de la vitesse par équipes
  -  Médaillée de bronze de la vitesse
- Nilai 2025
  -  Championne d'Asie du keirin
  -  Championne d'Asie du kilomètre
  -  Médaillée d'argent de la vitesse par équipes
  -  Médaillée de bronze de la vitesse

### Jeux asiatiques
- Hangzhou 2022
  -  Médaillée de bronze de la vitesse par équipes

### Championnats nationaux
- 2022
  -  Championne de Malaisie de vitesse
  -  Championne de Malaisie de vitesse par équipes